# Phascolosorex
Phascolosorex là một chi động vật có vú trong họ Dasyuridae, bộ Dasyuromorphia. Chi này được Matschie miêu tả năm 1916. Loài điển hình của chi này là Phascogale dorsalis Peters and Doria, 1876.

## Các loài
Chi này gồm các loài: